# Micropeza obscura
Micropeza obscura är en tvåvingeart som beskrevs av Jacques-Marie-Frangile Bigot 1886. Micropeza obscura ingår i släktet Micropeza och familjen skridflugor. Inga underarter finns listade i Catalogue of Life.